# Мхаре
Мхаре (край) — адміністративно-територіальна одиниця першого рівня у Грузії.
У Грузії є 12 мхаре, включно з двома автономіями та містом Тбілісі, яке є окремою адміністративною одиницею. Мхаре поділяються на муніципалітети (груз. მუნიციპალიტეტი) (до 2006 року вони офіційно називались районами (груз. რაიონი)). У складі Мхаре входить 71 муніципалітет.
Мхаре було створено декретами Президента в період від 1994 до 1996 року, на тимчасовій основі, до розв'язання сеператиських конфліктів в Абхазії та Південній Осетії. Регіональну адміністрацію очолює Державний Комісар (груз. სახელმწიფო რწმუნებული) — державний службовець, якого призначає Президент Грузії.
|    |                               |                        |                |           |           |           |           |           |           |
| №  | Назва                         | Адміністративний центр | Населення      | Населення | Населення | Населення | Населення | Населення | Населення |
| №  | Назва                         | Адміністративний центр | 2014 (Перепис) | 2015      | 2016      | 2017      | 2018      | 2019      | 2020      |
| 1  | Абхазька АР                   | Сухумі                 | —              | —         | —         | —         | —         | 349,0     | 351,9     |
| 2  | Аджарська АР                  | Батумі                 | 333,2          | 336,6     | 340,2     | 343,0     | 346,3     | 349,0     | 351,9     |
| 3  | Гурія                         | Озургеті               | 114,1          | 113,3     | 112,4     | 111,5     | 110,5     | 109,4     | 108,1     |
| 4  | Імереті                       | Кутаїсі                | 538,3          | 531,0     | 523,7     | 514,4     | 507,0     | 497,4     | 487,0     |
| 5  | Кахеті                        | Телаві                 | 320,1          | 318,8     | 317,8     | 315,9     | 314,7     | 312,5     | 310,1     |
| 6  | Квемо-Картлі                  | Руставі                | 422,5          | 425,2     | 428,0     | 429,7     | 432,3     | 433,2     | 434,2     |
| 7  | Мцхета-Мтіанеті               | Мцхета                 | 94,1           | 94,1      | 94,1      | 93,9      | 93,9      | 93,6      | 93,3      |
| 8  | Рача-Лечхумі та Квемо-Сванеті | Амбролаурі             | 32,7           | 32,2      | 31,5      | 30,8      | 30,2      | 29,7      | 29,1      |
| 9  | Самеґрело-Земо-Сванеті        | Зуґдіді                | 335,1          | 331,8     | 328,4     | 324,2     | 320,8     | 316,2     | 311,1     |
| 10 | Самцхе-Джавахеті              | Ахалцихе               | 161,7          | 160,3     | 158,7     | 157,2     | 155,9     | 154,1     | 152,1     |
| 11 | Тбілісі                       | Тбілісі                | 1 101,2        | 1 115,7   | 1 132,0   | 1 145,5   | 1 158,7   | 1 171,1   | 1 184,8   |
| 12 | Шида-Картлі                   | Ґорі                   | 263,8          | 262,9     | 261,9     | 260,4     | 259,3     | 257,3     | 255,1     |